# Plerom

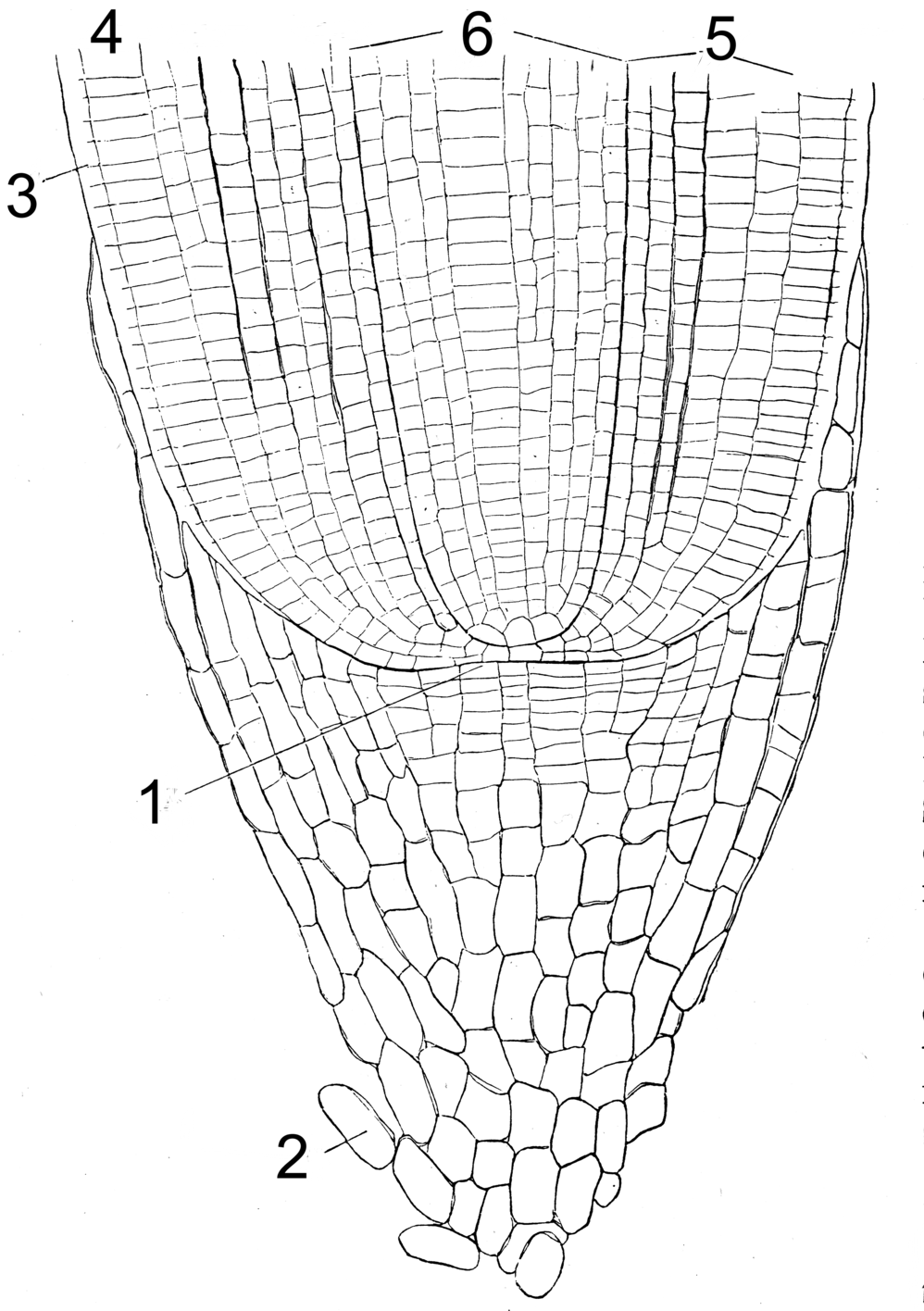
Budowa merystemu wierzchołkowego korzenia korzenia. 1 - merystem, 2 - czapeczka, 3 - ryzoderma, 4 - dermatogen, 5 - peryblem, 6 - plerom.

 Plerom – wewnętrzna warstwa komórek w merystemie wierzchołkowym korzenia. Warstwa ta przekształca się w walec osiowy w obrębie, którego komórki różnicują się w drewno i łyko. Plerom jest jednym z histogenów, czyli warstw dających początek tkankom roślinnym. Teoria histogenów została sformułowana przez Johannesa von Hansteina w XIX wieku. Każda z warstw, określanych jako histogen powstaje z odrębnej komórki inicjalnej.